# Rumunjska vaterpolska reprezentacija
Rumunjska vaterpolska reprezentacija predstavlja državu Rumunjsku u športu vaterpolu.

Krovna ustanova:

## Nastupi na velikim natjecanjima

### Olimpijske igre
- 1952.: 17. – 21. mjesto
- 1956.: 8. mjesto
- 1960.: 5. mjesto
- 1964.: 5. mjesto
- 1972.: 8. mjesto
- 1976.: 4. mjesto
- 1980.: 9. mjesto
- 1996.: 11. mjesto
- 2012.: 10. mjesto

### Svjetska prvenstva
- 1973.: 7. mjesto
- 1975.: 5. mjesto
- 1978.: 6. mjesto
- 1991.: 9. mjesto
- 1994.: 13. mjesto
- 2003.: 12. mjesto
- 2005.: 6. mjesto
- 2007.: 11. mjesto
- 2011.: 12. mjesto
- 2013.: 13. mjesto

### Svjetski kupovi
- 1979.: 7. mjesto
- 1991.: 6. mjesto
- 2006.: 6. mjesto
- 2010.: 5. mjesto

### Svjetske lige
- 2006.: poluzavršna skupina
- 2007.: 6. mjesto

### Europska prvenstva
- 1954.: 10. mjesto
- 1962.: 5. mjesto
- 1966.: 6. mjesto
- 1970.: 6. mjesto
- 1974.: 6. mjesto
- 1977.: 7. mjesto
- 1981.: 7. mjesto
- 1983.: 8. mjesto
- 1987.: 7. mjesto
- 1989.: 5. mjesto
- 1991.: 8. mjesto
- 1993.: 4. mjesto
- 1995.: 11. mjesto
- 1999.: 9. mjesto
- 2001.: 11. mjesto
- 2003.: 10. mjesto
- 2006.: 4. mjesto
- 2008.: 9. mjesto
- 2010.: 7. mjesto
- 2012.: 8. mjesto
- 2014.: 8. mjesto
- 2016.: 10. mjesto
- 2018.: 11. mjesto
- 2020.: 11. mjesto
- 2022.: 10. mjesto

## Poznati igrači
- Vlad Hagiu

## Sastav
| Ime i prezime    | Klub              |
| ---------------- | ----------------- |
| Andrei Busila    | Szeged            |
| Mihnea Chioveanu | Oradea            |
| Andrei Cretu     | Oradea            |
| Nicolae Diaconu  | Oradea            |
| Mihai Dragusin   | Steaua            |
| Ramiro Georgescu | Szolnoki VS       |
| Alexandru Ghiban | Steaua            |
| Andrei Iosep     | Havarra           |
| Kalman Kadar     | Oradea            |
| Alexandru Matei  | Dinamo (Bukurešt) |
| Tiberiu Negrean  | Oradea            |
| Cosmin Radu      | Mladost Zagreb    |
| Dragos Stoenescu | Dinamo (Bukurešt) |
| Istvan Kovacs    |                   |